# Пархомовцы

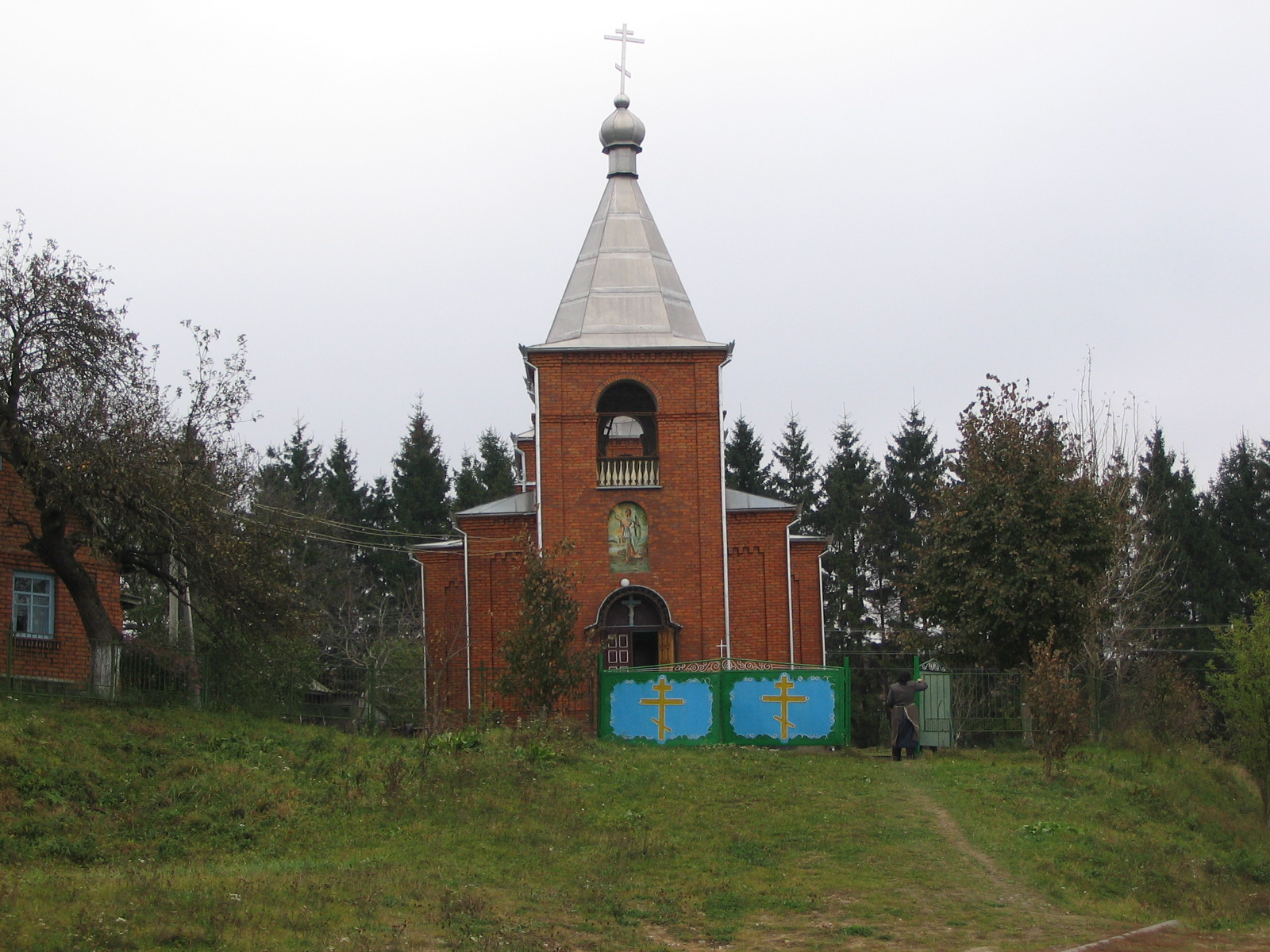
Церковь

Пархомовцы (укр. Пархомівці) — село в Хмельницком районе Хмельницкой области Украины.
Население по переписи 2001 года составляло 951 человек. Почтовый индекс — 31342. Телефонный код — 3822. Занимает площадь 2,457 км². Код КОАТУУ — 6825085401.

## Местный совет
31342, Хмельницкая обл., Хмельницкий р-н, с. Пархомовцы, ул. Центральная, 88/1